# Bundesmilitärkommission
Die Bundesmilitärkommission war eine 1819 geschaffene Kommission des Deutschen Bundes. Sie war ein ständiges Organ für die laufenden militärischen Geschäfte des Bundes und hatte beratende Funktion für die Bundesversammlung, dem obersten Entscheidungsorgan in militärischen Fragen. 
Die Bundesmilitärkommission stand unter österreichischem Vorsitz aus sechs Militärbevollmächtigten, drei ständigen Mitgliedern aus Österreich, Preußen und Bayern und drei wechselnden aus den drei gemischten Armeekorps des Bundesheeres. Ihre Tätigkeit erstreckte sich auf die Verwaltung der Bundesfestungen und die Leitung des Festungsbaus, auf eine gewisse Kontrolle des Zustandes der Kontingente des Bundesheeres sowie (seit 1846) auf die Überprüfung der Eisenbahn für militärische Zwecke. 
Die Arbeit der Militärkommission gestaltete sich anfangs sehr schwerfällig. Erst nach 1830 bemühte sie sich stärker darum, die Kriegsbereitschaft des Bundesheeres und damit des Deutschen Bundes zu heben.